# Скользящая цена
Скользящая цена (англ. sliding price, escalator price) — цена, устанавливаемая в торговых сделках на изделия с длительным сроком изготовления и позволяющая учитывать изменения в издержках производства за весь период. В таких случаях цена не устанавливается твёрдо, а рассчитывается по принципу скольжения, то есть изменяется в соответствии с изменением величины расходов, издержек производства в течение всего периода времени изготовления продукции.

## Описание
Скользящая цена состоит из двух частей: базовой, устанавливаемой на дату предложения и подписания контракта, и переменной, определяемой на период изготовления или поставки товаров. При установлении скользящей цены сначала согласовывается базисная цена, которая может быть скорректирована при изменении составляющих цены к моменту поставки и оплаты. В контракте оговариваются структура базисной цены (доля переменной и постоянной части), приводится метод расчёта скользящей цены и условия скольжения, то есть временные интервалы, в течение которых определяются цены на переменную часть, указываются источники, на основании которых осуществляются расчеты. Такая цена является разновидностью цены с последующей фиксацией, которая определяется в процессе исполнения контракта между покупателем и продавцом. В условиях контракта определяется правило фиксации цены либо её согласования между поставщиком и потребителем. Чаще всего скользящие цены устанавливаются при торговле машинами и оборудованием со сроками поставки, превышающими один год, а также при исполнении больших по объёму и продолжительных по времени подрядных работ.

## Расчёт скользящей цены
Формула расчёта скользящей цены была предложена Европейской экономической комиссией ООН:
{\displaystyle P_{1}=P_{0}(A{\frac {a_{1}}{a_{0}}}+B{\frac {b_{1}}{b_{0}}}+C),} где
{\displaystyle P_{1}} — окончательная цена;
{\displaystyle P_{0}} — базисная цена;
{\displaystyle A} — доля затрат на материалы, коэф.;
{\displaystyle a_{1}} — цена материалов за период скольжения, как правило, средняя цена за срок исполнения заказа;
{\displaystyle a_{0}} — базисная цена материала;
{\displaystyle B} — доля затрат на оплату труда, коэф.;
{\displaystyle b_{1}} — ставка оплаты труда;
{\displaystyle b_{0}} — базисная ставка оплаты труда;
{\displaystyle C} — доля неизменяемой части цены (A + B + C должна равняться единице), коэф.;